# リズ・ヴィシャス
リズ・ヴィシャス（Liz Vicious、1987年10月31日-）は、アメリカ合衆国のポルノ女優。フロリダ州マイアミビーチ出身。

## 人物
ゴシックメイクによりヌードモデルや成人向け映画に出演している。2007年の映画Succubus XXXではレイヴン・ライリーらとともに共演しており、サキュバスのリリス役を演じている。